# Johowia hexachaeta
Johowia hexachaeta är en tvåvingeart som beskrevs av Borgmeier 1960. Johowia hexachaeta ingår i släktet Johowia och familjen puckelflugor. Inga underarter finns listade i Catalogue of Life.